# Bouzeguène
Bouzeguène é um distrito da província de Tizi Ouzou, no norte da Argélia. Em 2008, sua população era de 50 945 habitantes.